# Centralna Komisja Wyborcza Bośni i Hercegowiny
Centralna Komisja Wyborcza Bośni i Hercegowiny (bośn. Centralna izborna komisija Bosne i Hercegovine, chorw. Središnje izborno povjerenstvo Bosne i Hercegovine, serb. Цeнтрaлнa избoрнa кoмисиja Бoснe и Хeрцeгoвинe, Centralna izborna komisija Bosne i Hercegovine) – państwowy organ Bośni i Hercegowiny przeprowadzający i nadzorujący przebieg wyborów w kraju, głównie wyborów powszechnych i lokalnych. 
W skład Centralnej Komisji wchodzi siedmiu członków, a czterem spośród nich (reprezentanci każdej z głównych grup etnicznych – Boszniak, Chorwat, Serb oraz przedstawiciel mniejszości) powierzone jest piastowanie funkcji Przewodniczącego w okresie siedmiu lat. Stanowisko to obejmuje każdy z nich, rotacyjne co 21 miesięcy. Od czerwca 2013 roku na czele tej instytucji stoi Stjepan Mikić.